# UAE Third Division League
La Terza Divisione (in arabo دوري الدرجة الثالثة الإماراتي‎?, "Lega calcistica di terza divisione degli Emirati Arabi Uniti", in inglese UAE Third Division League), è la quarta divisione del campionato emiratino di calcio.

## Storia
La UAE Third Division League è stata istituita nel 2021 dalla Federazione calcistica degli Emirati Arabi Uniti, per favorire la partecipazione di squadre private ai campionati nazionali e così permettere una maggiore diffusione del calcio negli Emirati Arabi Uniti. La prima edizione della competizione si è svolta nella stagione 2021-2022, ed ha visto la partecipazione di 12 squadre divise in due gruppi da sei . Il 4 luglio 2022 la UAEFA, ha annunciato l'espansione del campionato per la stagione 2022-2023, con l'ingresso di quattro nuove squadre, per un totale di 16 partecipanti per la seconda edizione della lega.

## Formato Competizione
L'edizione 2021-2022 vede la partecipazione di 12 squadre divise in due gironi all'italiana. Le migliori due squadre di ogni girone si qualificano per le semifinali, dove la prima del girone A si scontra con la seconda del girone B e viceversa. Le semifinali prevedono andata e ritorno; le vincitrici delle semifinali ottengono la promozione alla Seconda Divisione e la partecipazione alla finale per aggiudicarsi il titolo di campioni della terza divisione. Dalla stagione 2023-2024 il formato della competizione è stato cambiato, le sedici squadre si scontrano in un unico girone all'italiana con le prime due classificate, al termine delle trenta giornate di campionato, promosse nella Seconda Divisione.

## Squadre
Per la stagione 2024-2025 
| Club                | Città             | Stadio                                       |
| ------------------- | ----------------- | -------------------------------------------- |
| AFC Athletic        | Dubai             | Brighton Collage Dubai                       |
| Al Ethihad          | Abu Dhabi         | Al Maryah Island Sports                      |
| Al Gharbia          | Madinat Zayed     | Sheikh Zayed Cricket Stadium                 |
| Al-Hilal United     | Al Lesaily        | Al Hamriya Sports Club Stadium               |
| Al Qabila           | Dubai             | Dubai Sports City                            |
| Dibba Al-Fujairah B | Dibba Al-Fujairah | Dibba Club Training Center                   |
| Emerald             | Dubai             | Al Hamriya Sports Club Stadium               |
| Falcón              | Abu Dhabi         | Abu Dhabi University                         |
| Gulf United B       | Abu Dhabi         | Jebel Ali Center of Excellence               |
| Irish FC            | Dubai             | Dubai Irish Sports Ground- Dubai Sports City |
| Liver Sport         | Al-'Ayn           | Al Ain Amblers Rugby Club                    |
| PE Sports           | Abu Dhabi         | Armed Forces Officers club                   |
| Precision           | Jebel Ali         | Precision Football - Ibn Battuta Mall        |
| Sport Support       | Abu Dhabi         | Armed Forces Officers Club                   |
| Sporting Dubai      | Dubai             | Armed Forces Officers Club                   |
| TFA Dubai           | Dubai             | The Sevens                                   |
| Sporty FC           | Abu Dhabi         | Armed Forces Officers Club                   |
| United FC B         | Dubai             | British School di Dubai                      |

## Albo d'oro
- 2021-2022:  Gulf United [8]
- 2022-2023:  Royal FC
- 2023-2024:  Arabian Falcons
- 2024-2025:  United FC B